# Rolf Zachrisson
Rolf  Ragnar Törner Zachrisson, född 29 oktober 1926 i Göteborgs Masthugget, död 1 maj 2001 Ölmevalla i Kungsbacka, var en svensk handbollsspelare.

## Karriär
Rolf Zachrisson började spela handboll 13 år gammal i skollag. 1940 gick han till IK Heims pojklag som mittsexa och debuterade tidigt i föreningens A-lag. Han var med och tog hem junior-SM 1944. Han skulle spela hela sin karriär för IK Heim. Belöningen för det blev hela fem SM-titlar; 1950, 1955, 1959, 1960 och 1962.
Han spelade i svenska landslaget 1949 till 1959 och gjorde 50 landskamper totalt. Debut utomhus i en landskamp mot Österrike i Kristianstad som Sverige vann med 13-4. Zachrisson gjorde ett mål. Utomhus hade Zachrisson gjort 7 landskamper och 2 mål fram till 1952. Han hade då gjort 5 landskamper inomhus med 8 mål som resultat. Han fick sedan spela inne-VM 1954 och var med och vann VM-guld. Han deltog också i VM 1958 och tog alltså två VM-guld innan det var dags att avsluta landslagskarriären 1959.

## Meriter
- 5 SM-guld (1950, 1955, 1959, 1960 och 1962) med IK Heim
- 2 VM-guld (1954 och 1958) med svenska landslaget